# Motherwell
Motherwell er administrationsbyen i North Lanarkshire i Skotland, mellem Glasgow og Edinburgh.
Den var tidligere den vigtigste by for den skotske stålindustri, og blev derfor kaldt Steelopolis. Byens udseende bliver domineret af et vandtårn og de tre køletårne på Ravenscraig stålværk, som blev kom til i 1992. Lukningen af stålværket, der var en af de største fremstillingsvirksomheder i Skotland, signaliserede slutningen for stålindustrien i denne del af Storbritannien. En af årsagerne til dette siges at være, at det ikke var muligt at få subsidier fra EU, fordi Skotland som en del af Storbritannien måtte kæmpe med resten af riget om midler som blev overført.
Fodboldklubben Motherwell FC blev grundlagt i 1886. Holdet er kendt som Steelmen. 
Byen var frem til 1996 administrationscenter for distriktet Motherwell.